# Mate del pastor

Animación del mate del pastor de [https://www.chess.com/es Chess.com

El mate del pastor es, en ajedrez, uno de los jaque mate más cortos que se conocen después del jaque mate del loco y que ocurre tras los cuatro primeros movimientos del blanco y los tres primeros del negro, aunque con este último es menos frecuente.[cita requerida]

## Movimientos
Ocurre tras las jugadas
1. e4 e5
2. Ac4 Cc6
3. Dh5 Cf6
4. Dxf7#
Este mate puede darse con ligeras variaciones, pero la idea básica es que la dama y el alfil cooperen para atacar el punto f7, que es el más débil alrededor del rey, al estar defendido solo por éste. De hecho, la idea de atacar f7 es muy típica en numerosas aperturas abiertas, y este jaque mate sirve de ilustración para los recién iniciados.
Es muy habitual que las partidas entre principiantes acaben con el mate del pastor. Sin embargo, es fácilmente defendible. Por ejemplo 1. e4 e5 2. c4 Cf6 lo impide, al evitar h5, y además cubrir el ataque contra f7 si el blanco juega Df3. O bien, si se intercambian Ac4 y Dh5: 1. e4 e5 2. Dh5 Cc6 3.Ac4 g6 4. Df3 Cf6; hay otras defensas, por ejemplo 2. ... d6; o 2. ... De7,  defendiendo a la vez los peones e5 y f7 con la dama.

## Historia
La historia del jaque mate del pastor carece de fuentes o antecedentes que la avalen. Solo se le atribuye una historia que ha corrido de generación en generación, como muchas de las historias o leyendas atribuidas a diversos eventos en la historia del ajedrez.

## Leyenda
La combinación recibe el nombre de la leyenda popular de un rey aventurero que salió a cazar una mañana. En la travesía de vuelta, después de haber cazado un jabalí que pretendía asar a la brasa, divisó sentado en una roca al borde del camino real, a un pastor cuidando de tres ovejas. El pastor se entretenía jugando solo al ajedrez, moviendo durante el turno de las blancas y las negras. El rey, confiado, retó al pastor:

— Nadie en la Corte me ha derrotado jamás — dijo el rey.
— Entonces no seré rival para su excelencia — respondió el pastor.

Pero ante la perplejidad de los nobles que acompañaban al rey, el hombre del sombrero de lana derrotó al monarca en cuatro jugadas. A partir de ese momento el rey desterró a los caballeros y cortesanos por dejarle ganar siempre, y nombró Duque del ajedrez al hombrecillo que jugaba solo tutelando a sus ovejas, añadiéndole el título de inventor del jaque pastor.[cita requerida]